# ヴィヴァスヴァット

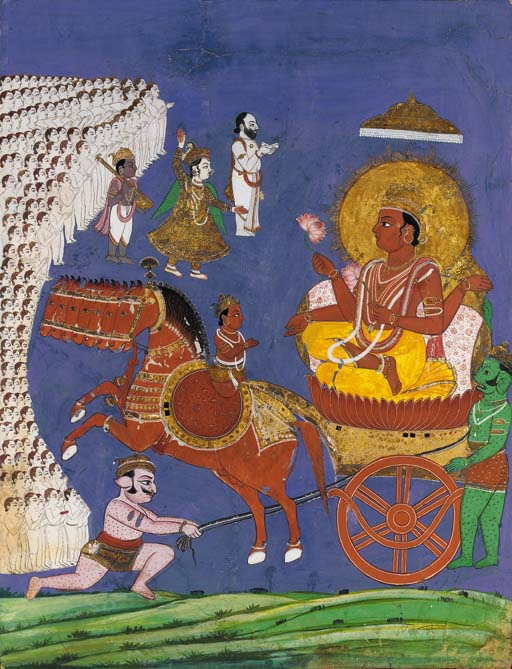
チャリオットに載るヴィヴァスヴァット（スーリヤ）・19世紀画

ヴィヴァスヴァット(Vivasvat)は、インド神話における太陽神の1つ。「遍照者」の意。トヴァシュトリ神の娘サラニユー（あるいはヴィシュヴァカルマンの娘サンジュニャー）を妃としてヴァイヴァスヴァタ・マヌ、ヤマ、ヤミーの兄妹を、また侍女サヴァルナー（あるいはチャーヤー）との間に、サーヴァルナ・マヌ、シャナイシュチャラ（土星シャニ）、娘タパティーをもうけた。さらに牝馬の姿に化けた妃との間にアシュヴィン双神、レーヴァンタをもうけた。
ヴィヴァスヴァットは『アヴェスター』におけるヴィヴァフヴァントに相当し、インド・イラン共同時代に起源する古い神格であると考えられる。『リグ・ヴェーダ』に独立の讃歌はないが、トヴァシュトリ神の娘サラニユーとの間に人類の祖マヌと、ヤマ神、ヤミーの兄妹をもうけたことが述べられ、ヤマ神がヴァイヴァスヴァタ（ヴィヴァスヴァットの子）と呼ばれている。また最初の祭祀者ともされている。
後世の文献ではヴィヴァスヴァットの妃は普通ヴィシュヴァカルマンの娘サンジュニャーとされる。しかし混乱も多く、『ヴィシュヌ・プラーナ』ではサンジュニャーの夫の名は太陽神スーリヤである。これらによれば、ヴィヴァスヴァットは最初サンジュニャーとの間にヴァイヴァスヴァタ・マヌ、ヤマ、ヤミーをもうけたが、妃は夫の光のまぶしさに耐えられなくなったため、侍女チャーヤー（「影」の意）を自分そっくりの姿に変えて身替りにして逃げた。ヴィヴァスヴァットは侍女を妃だと勘違いして、彼女との間にサーヴァルナ・マヌ、シャニ、タパティーをもうけた。しかしチャーヤーがヤマに母親らしからぬ態度をとったことから、彼は彼女が妃でないことに気づき、サンジュニャーを捜しに出かけた。そして森の中に牝馬の姿でいる妃を発見した。そこで自分も牡馬の姿となってサンジュニャーに近づいていき、興奮したヴィヴァスヴァットは精を草の上に漏らした。サンジュニャーはそれを嗅いだ途端に身ごもり、その結果アシュヴィン双神とレーヴァンタを生んだという。
その後、ヴィヴァスヴァットが彼女を連れてヴィシュヴァカルマンのところに行くと、このままでは二人がうまくいかなくなると考えたヴィシュヴァカルマンは彼の光を八分の一削り取り、神々の武器を造ったとされる。

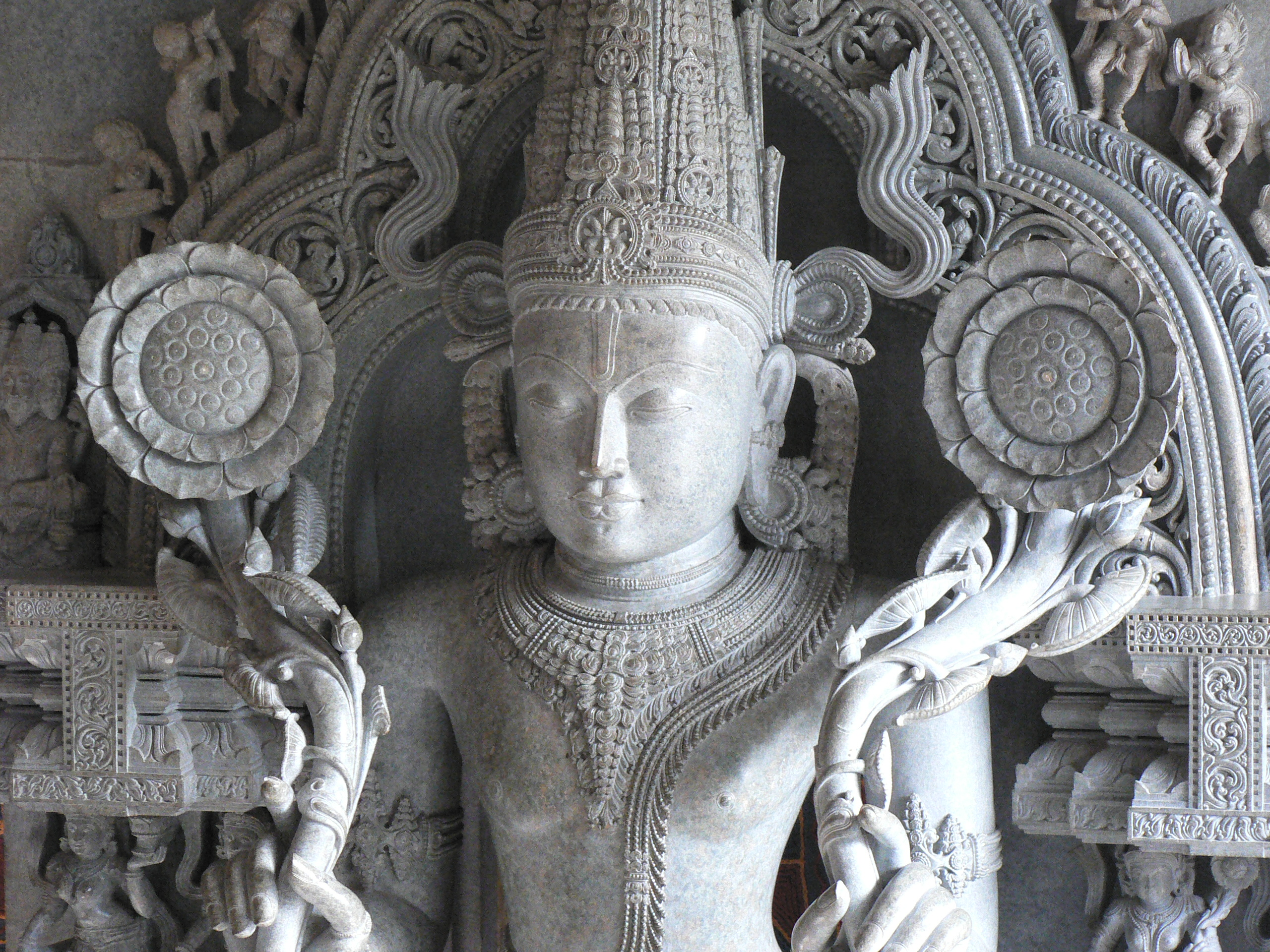
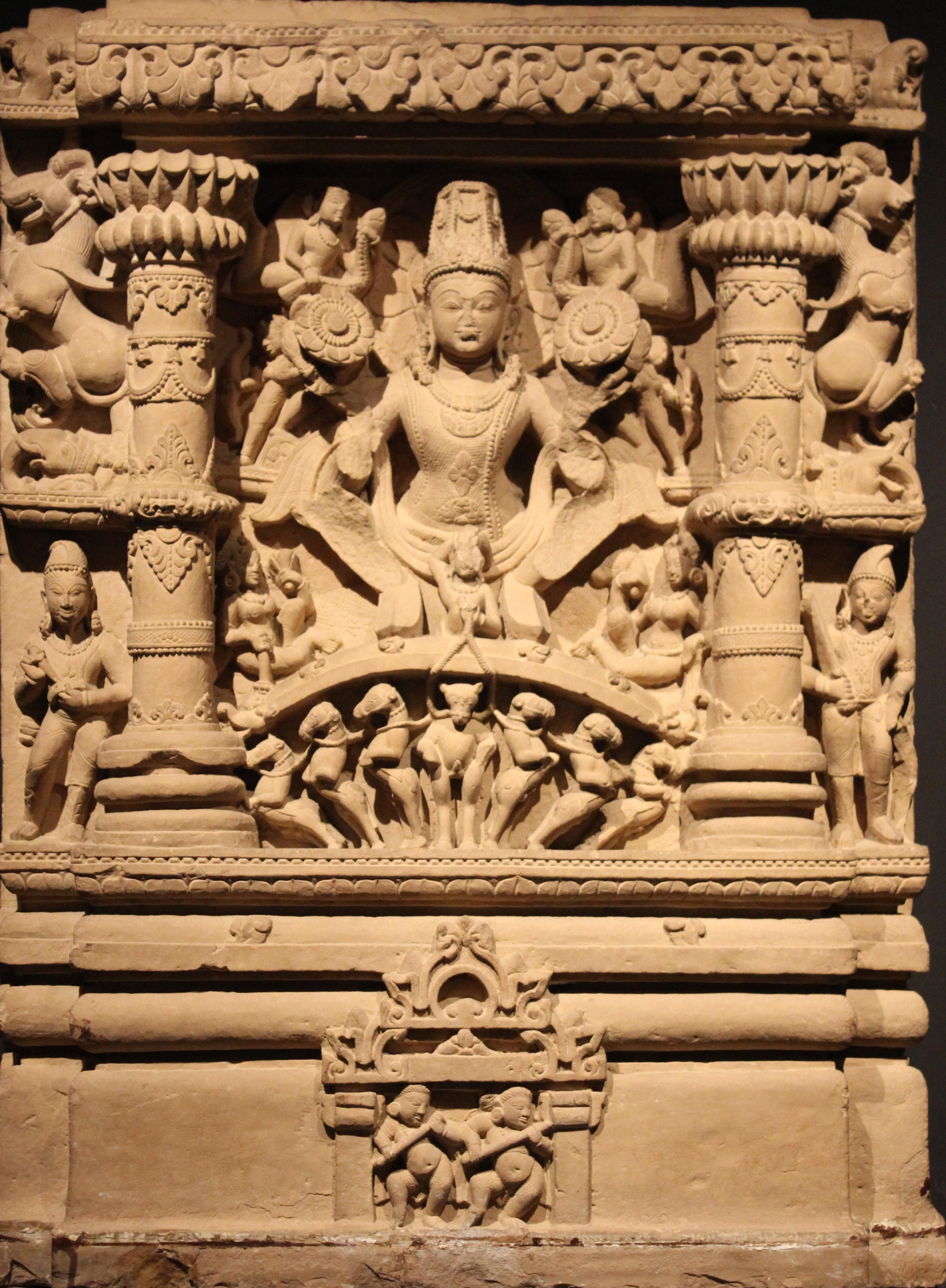
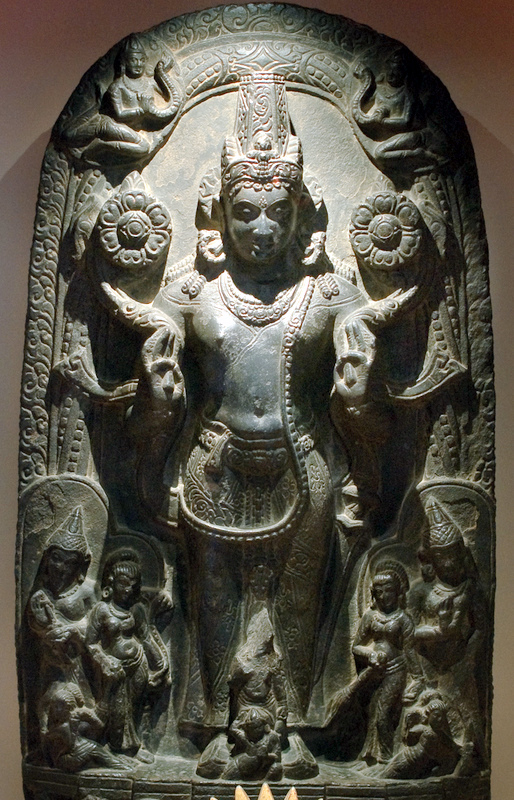